# Reformierte Kirche Tavannes

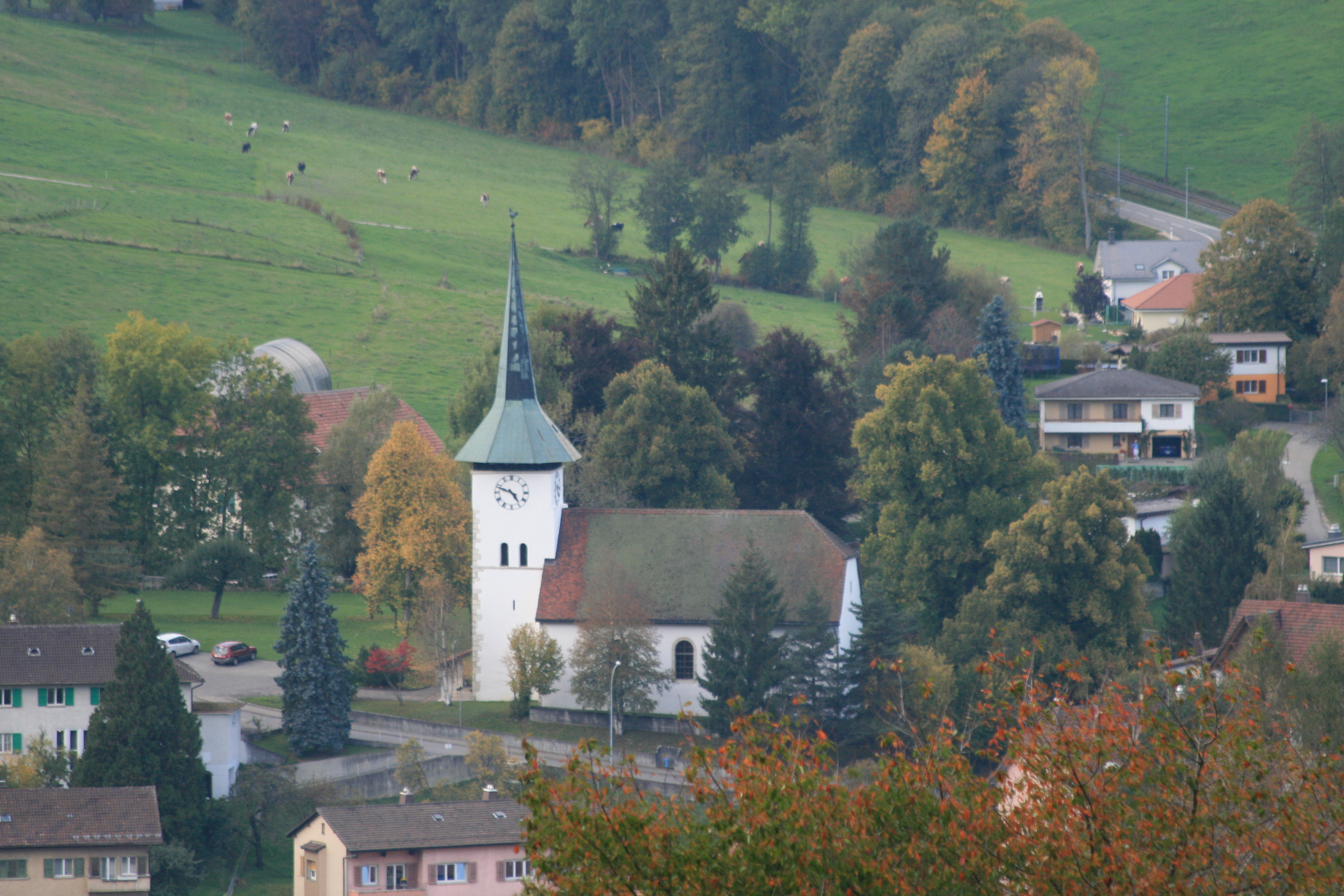
Ref. Kirche Tavannes

Die reformierte Kirche Tavannes ist ein Kirchengebäude in der Gemeinde Tavannes im Berner Jura.
Ein erstes Kirchengebäude wird bereits 866 erwähnt. 1385 erfolgte ein gotischer Neubau und 1616 ein Neubau des Turmes. 1728 wurde das Kirchenschiff um zwölf Fuss verlängert. 1938 erhielt der Turm seine charakteristische Berner Glockenstube mit Spitzturmhelm. Im Zuge der Innenrenovation von 1972 wurde das Gotteshaus zur Querkirche umgestaltet. Die Farbglasfenster von 1979 stammen von Paul Dackert.